# Bomarea longipes
Bomarea longipes är en alströmeriaväxtart som beskrevs av John Gilbert Baker. Bomarea longipes ingår i släktet Bomarea och familjen alströmeriaväxter. IUCN kategoriserar arten globalt som akut hotad. Inga underarter finns listade i Catalogue of Life.